# Stockholms internationella seriefestival
Stockholms internationella seriefestival, SIS, är en årlig seriefestival och marknad för serier. Den arrangeras i Stockholm, med Serieteket som huvudarrangör och Kulturhuset som festivalcentrum. Genom åren har den förekommit under flera olika namn. Under de tidiga årgångarna kallades den för Fanzine Heaven. Länge var den känd som Small Press Expo (även kallad SPX).

## Beskrivning
Seriefestivalen arrangeras årligen av seriebiblioteket Serieteket – ibland i samarbete med andra såsom Seriefrämjandet eller Galago förlag – sedan 1999 (som räknas som den officiella startpunkten). Festivalen är den enda årligen återkommande, internationella seriefestivalen i Sverige, och man inbjuder såväl förlag och butiker som fanzinmakare att delta. Man bjuder varje år även in en eller flera internationella serieskapare.
SIS lockar idag en stor del av den svenska seriebranschen (serieskapare, fanzinister, förlag, butiker, serieskolor och föreningar) och är sannolikt Sveriges största seriefestival (med konkurrens från den biennala I Seriernas Värld i Malmö). De flesta av Sveriges serieförlag deltar på marknaden och ofta även i programpunkterna. Även större och "ej oberoende" förlag har deltagit under årens lopp, men tyngdpunkten ligger fortfarande på det "lilla" formatet; seriefanzin, "small press", alternativserier och oberoende förlag. 
Idén till festivalen föddes "ur behovet av en mötesplats för småförlag och producenter av egna fanzines". Initiavtagare till projektet var Serietekets Kristiina Kolehmainen, festivalgeneral från starten och fram till 2011/2012.

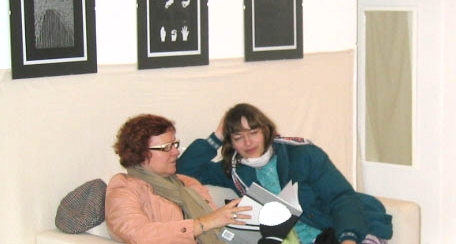
Kristiina Kolehmainen och serieskaparen Ulli Lust på Boomfest i Sankt Petersburg, 2007

SIS brukar varje år ha ett eller flera teman som sätter sin prägel på festivalen, samt ett eller flera fokusländer. Detta påverkar både de internationella gästerna samt typen av programpunkter. Exempelvis var temat år 2012 "Musik och serier" medan 2017 års teman var länderna Finland, Polen och Kanada, samt den självbiografiska serien som form. Året 2018 var temat Manga och länderna Japan, Polen och Tjeckien Se komplettare lista över respektive års tema under rubriken Årgångar.

## Historik

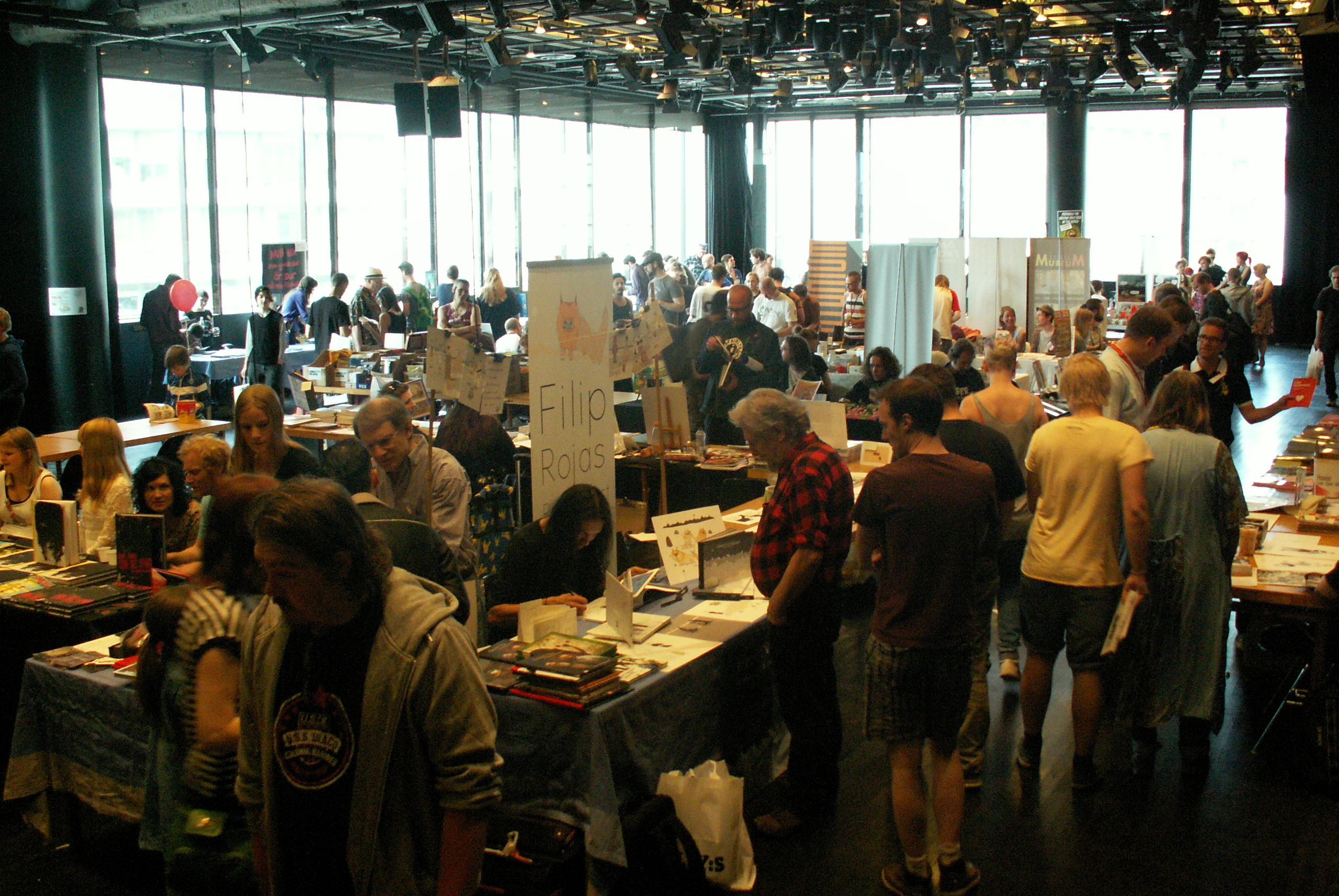
Hörsalen på Kulturhuset Stadsteatern är ofta (som här 2014) den största mässhallen under festivalen.

### Föregångare
1986–87 anordnades den stora utställningen "Serier!" på Kulturhuset i Stockholm. I samband med den arrangerades världsrekordförsök i serietecknande (världens längsta serie), och ett antal seminarier ägde rum. Mars 1992 arrangerades seriefestivalen Seriehelg -92 på Kulturhuset. Den anordnades i samband med Kulturhusets utställning Seriestaden, och hade ett halvdussin internationella gäster till sina seminariepunkter.
Efter Serie-Expo -95 bröts kontinuiteten med årliga serieevenemang i Stockholmsområdet. Det skulle dock inte dröja länge innan något nytt var på gång. Redan i nummer 1/96 kunde Bild & Bubblas nyhetsspalt rapportera: "Seriebibliotek startas i Stockholm till hösten" – Stockholms stadsbiblioteks specialbibliotek för tecknade serier. Detta kom att få namnet Serieteket, och efter en start i lokaler på Kocksgatan på Söder flyttade man 1999 in i nya lokaler i Kulturhuset. Serieteket, lett av Kristiina Kolehmainen, skulle under de kommande åren vara inblandat i framväxten av ett nytt årligt festivalarrangemang i Stockholm – Small Press Expo, sedan 2012 benämnt Stockholms internationella seriefestival.

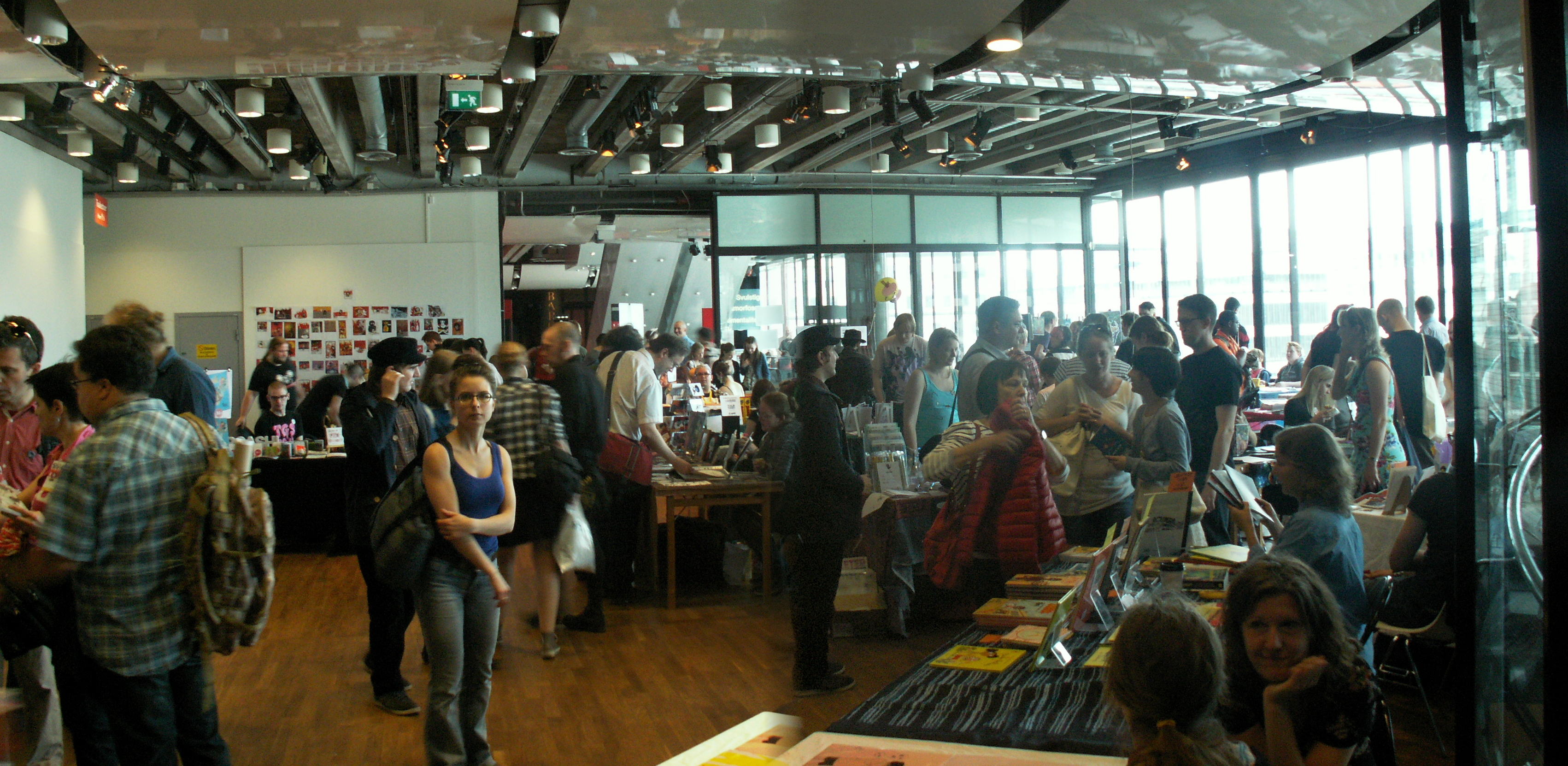
Olika delar av Kulturhuset Stadsteatern (här Foajé 3) används som mässhallar.

Lavas fanzinmarknad (1998) var en föregångare till Serietekets festival, där Kulturhusets ungdomsverkstad Lava anordnade en fanzinfestival. Serieteket hade samtidigt fullt upp med utställningen KB goes comics och tvangs tacka nej till erbjudandet om medverkan i festivalen. När Serieteket året efter flyttade in i Kulturhuset tog det över stafettpinnen.

### Första åren
1999 tog Serieteket över stafettpinnen från Lava och lanserade festivalen med en fanzinmarknad. Det hela marknadsfördes som "Serietekets fanzinmarknad". Året efter bjöd man in den omskrivna alternativserieskaparen Mike Diana från USA. Han tillägnades även en utställning vid namn "Art of the ugly soul". Fanzinmarknaden fortsatte och hela evenemanget gavs namnet  "Fanzine Heaven". Man inledde sedan kontakter med den amerikanska seriefestivalen Small Press Expo i USA. Detta ledde till att den svenska tillställningen utnämndes till dess ”systerfestival” och 2002 antog samma namn.

### 1990- och 00-talet
Ursprungligen bestod festivalen av några bord med fanzinförsäljning, vilket lockade ett hundratal besökare. Än idag ligger fokus på det "lilla" formatet – fanzin, small press och oberoende förlag – men festivalen har utvidgats med en växande marknadsdel och föreläsningsprogram, svenska och internationella gäster och samarbetspartner, utställningar, filmvisningar, fester och andra kringarrangemang. 2011 hade man över 6 000 besökare enbart på marknaden i Kulturhuset. Året efter räknades 7 000 marknadsbesökare in.
2005 invigdes festivalen av Stockholms kulturborgarråd Roger Mogert. Det året fick festivalen besök av Gilbert Shelton, med sin Freak Brothers en av undergroundseriernas mest kända namn.

### 2010-talet
2012 bytte festivalen namn till "Stockholms internationella seriefestival", medan "Small Press Expo" ([spx]) numera lever kvar som namnet på marknadsdelen. Med namnbytet  ville man signalera att festivalen utvecklats sedan starten i slutet av 1990-talet.
Ett av de numera många satellitevenemangen till Stockholms internationella seriefestival är en serieteckningsworkshop i Medborgarhuset på Södermalm. Den arrangeras sedan 2012 i samarbete med Serieteket, studieförbundet Sensus och ungdomsbiblioteket PUNKTmedis.

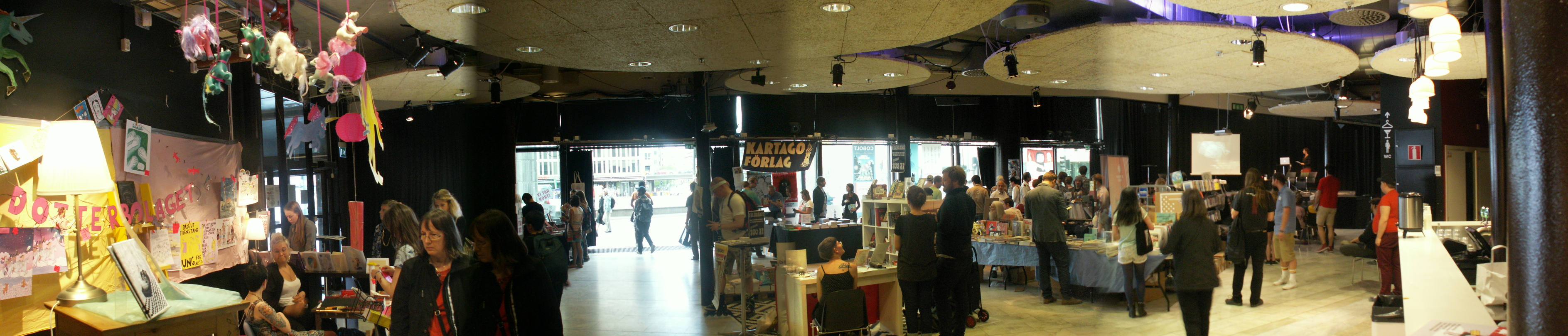
2014 års festival arrangerades på Studion (bilden) och i andra delar av Kulturhuset.

2014 expanderade festivalen till fler delar av Kulturhuset. Marknadsdelen Small Press Expo bredde ut sig i tre lokaler: Studion (före detta Lava; medelstora förlag + konferensscen) på våning 0 + Hörsalen (mindre förlag och egenutgivare) och Foajé 3 (egenutgivare) på våning 3. Dessutom fanns en barnserieverksamhet i Kilen på våning Plattan och anordnades seminarier i Marionetteatern och Bibliotek Plattan.
2015 kompletterades SIS med syskonfestivalen Unga Seriefestivalen, med programpunkter och andra aktiviteter i olika delar av Kulturhuset Stadsteatern. Evenemanget återupprepades även vid 2016, 2017 och 2018 års festivalupplagor.
2019 huserade SIS i Konstfacks lokaler på Telefonplan. Orsaken var den pågående ombyggnaden på Kulturhuset Stadsteatern, vilken gjort att byggnaden för tillfället hölls stängd. Årets största gästdelegation kom från Mallorca/Balearerna, vars seriefestival Còmic Nostrum året innan hade Sverige som inbjudet gästland.

### 2020-talet
På grund av restriktionerna i samband med den pågående coronapandemin arrangerades 2020 och 2021 års festivaler utan den ordinarie mässan för förlag och fanzine. Första pandemiårets gjordes istället förlags- och serieskaparpresentationer via Internet, under perioden 15 maj–15 juni. Året därpå var fokus på att streama programpunkter, med en kombination av livesändningar och förinspelat material. Även den digital mässa anordnas, från mitten av maj till mitten av juni.
2022 firade festivalen 25-års jubileum och var tillbaks på Kulturhuset i fysisk form; festivalens tema blev därför "jubileum". Hedersgäster var tyska Anna Haifisch, som även teckade årets festivalaffisch, och amerikanen Glenn Head. Under festivalen delade Serieteket också ut det nyinstiftade Kolehmainenpriset, ett seriepris till "Kristiina Kolehmainens minne för strävande serieskapare". Från 2022 till 2025 har det skänkts till en fanzin-skapare som anses intressant och förtjäna mer uppmärksamhet.
Detta år sammanföll SIS också med Stockholms bokhelg, där flera förlag och kulturaktörer öppnade sina lokaler och arrangerade litterära scener. Några av de kringarrangemang som brukar ackompanjera SIS marknadesfördes därmed via båda festivaler.
För 2023 hölls SIS självständigt från Stockholms bokhelg. Årets festivaltema var Europa. I en utställning om den fransk-belgiska serietraditionen, belystes bande dessinées påverkan på svenska serietecknare. Ola Skogäng, vars bildspråk är tydligt inspirerat av denna serietradition, tecknade årets festivalaffisch.
2024 Årets fokusland var Tyskland, med hedersgäster som Aisha Franz och Mikael Ross. Även italienska serieadaptioner var ett tema, med gäster som Davide Reviati som tolkad Stig Dagerman i Lorden som jag rodde och Maria Cerri som adapterat Elena Ferrantes roman Min fantastiska vännina. Kvällen innan seriemarknaden öppnade, presenterades också årets Urhunden-nomineringar, omfattandes 2023 års utgivning.
2025 års festivaltema var Upplysning och årets affisch tecknades av Ditte Lindroth. Prisutdelningen för Urhunden, för 2024 års bästa originalsvenska och översatta seriealbum, delades ut i samband med festivalens invigning.

## Årgångar
| År   | Namn                                             | Datum              | Tema                                                       | Internationella gäster | Arrangör                                                                                  | Övrigt | Noter                |
| ---- | ------------------------------------------------ | ------------------ | ---------------------------------------------------------- | --- | ----------------------------------------------------------------------------------------- | --- | -------------------- |
| 1998 | Lavas fanzinfestival                             | ?                  | ?                                                          | ? | Lava, Kulturhuset                                                                         | |                      |
| 1999 | Serietekets fanzinmarknad                        | ?                  | ?                                                          | ? | Serieteket                                                                                | |                      |
| 2000 | Fanzine Heaven                                   | 24–26 mars         | Censur                                                     | Mike Diana (USA), Paul Gravett (Storbritannien). | Serieteket                                                                                | Mike Diana-utställningen "Art of the ugly soul" var största attraktion. I anslutning till den anordnades ånyo en fanzinmarknad. | [ 10 ]               |
| 2001 | Fanzine Heaven                                   | ?                  | ?                                                          | ? | Serieteket                                                                                | |                      |
| 2002 | SPX02 (Small Press Expo)                         | ?                  | ?                                                          | ? | Serieteket                                                                                | Utsedd till systerfestival till USA-motsvarighet. |                      |
| 2003 | SPX03                                            | 4–6 april          | Östeuropeiska serier                                       | Igor Prassel och Koco (Slovenien), Mateusz Skutnik (Polen), Miroslav Lazendić (Jugoslavien), Philippe Morin (Frankrike) | Serieteket/ SeF Stockholm                                                                 | | [ 34 ]               |
| 2004 | SPX04                                            | 2–4 april          | Tyskspråkiga serier                                        | Moga Mobo, Uli Oesterle, Ulf K (festivalaffisch) och ATAK (Tyskland), Thomas Ott och Christian Gasser (Schweiz). | Serieteket/ SeF Stockholm                                                                 | Nordisk fanzintävling inleddes (prisutdelning nästa år). Samarbetet med Goethe Institut Stockholm. Första året med (fullt) program även under söndagen. 26 personer deltog i den finländska "festivaldelegationen". | [ 35 ]               |
| 2005 | SPX05                                            | 1–3 april          | Serier och animation                                       | Gilbert Shelton (hedersgäst, affisch, USA), Matej Lavrencic (Slovenien), Karstein Volle (Norge/Finland), Heikki Paakkanen och Christer Lindström (Finland). | Serieteket/ SeF Stockholm                                                                 | Nätverksträff "Nordicomics". Första prisutdelningen för "Nordens bästa fanzine". Invigningstal av kulturborgarrådet Roger Mogert. Samarbete även med FilmStockholm, Konstfacks institution för animation och animerad film, Animateka i Ljubljana, Animatrix i Helsingfors samt Canal+.                                                                                           | [ 36 ] [ 37 ] [ 12 ] |
| 2006 | SPX06                                            | 31 mars–2 april    | Spanien och Portugal                                       | Mauro Entrialgo (hedersgäst, affisch) och José Maria Conget (Spanien), Luis Lázaro och Marcos Farrajota (Portugal), Yohei Tanahashi (Kōdansha, Japan). | Serieteket/ Seriefrämjandet                                                               | Även samarbete med Instituto Cervantes i Stockholm, Norden i Focus med flera. Åsa Ekströms utställning i Gamla Stan var festivalens första officiella "satellitevenemang". | [ 38 ]               |
| 2007 | SPX07                                            | 27–29 april        | (europeiska samtidsscenen)                                 | José Muñoz (hedersgäst, Argentina), Martin tom Dieck (Tyskland), Philip Paquet och Ria Schulpen (Belgien), Thierry van Hasselt och Yvan Alagbé (Frankrike), Kaisa Leka (Finland) och Kaori Kuniyasu (animatör, Japan). | Serieteket                                                                                | Knut Larsson gjorde festivalaffischen. Huvuddelen av den allt större festivalen flyttades till Kulturhusets hörsal + foajé. Samarbete med Franska Institutet. Prisutdelning för andra upplagan av "Nordens bästa fanzine". | [ 39 ]               |
| 2008 | SPX08                                            | 25–27 april        | Japan möter väst (+ Finland, webbserier)                   | Stan Sakai (hedersgäst) och Chris Staros (USA), tecknargruppen Nou Nou Hau (Japan), Edmond Baudoin (Frankrike), Jaqueline Berndt (Frankrike/Japan), Ulli Lust (Tyskland), Amanda Vähämäki och Kristian Huitula (Finland). | Serieteket                                                                                | Affisch av Diana Jakobsson. Invigningstal av Kulturhusets chef Eric Sjöström. Samarbete med Japan Foundation och Japanska ambassaden i Stockholm. Samarbetet med Top Shelfs Chris Staros ledde till USA-distribution av Galagos engelskspråkiga antologi From the Shadow of the Northern Lights.                                                                                  | [ 40 ]               |
| 2009 | SPX09                                            | 23–26 april        | Vardagsskildringar (+ svenska skräckserier etc)            | Jeffrey Brown (hedersgäst, affisch), Mike Diana, Chris Staros och Alvin Buenaventura (USA), Paul Gravett och Peter Stanbury (Storbritannien), Andrea Bruno (Italien), Mawil (Tyskland), Olivier Deprez (Frankrike) och Miles O'Shea (Belgien) från performancegruppen BlackBookBlack. | Serieteket                                                                                | Samarbete med bl.a. Franska institutet. Galago presenterade för andra året ett antal USA-gäster på festivalen. Huvudutställning av Andrea Bruno. Seriefrämjandet tog över fanzinprisutdelningen, och Seriefrämjandets fanzinpris var därmed fött. | [ 41 ] [ 42 ]        |
| 2010 | SPX10                                            | 23–25 april        | Storbritannien, Indien (+ äventyr och historia)            | Tom Gauld (affisch), Paul Gravett, Tim Pilcher, Alternative Press och Knockabout Comics (Storbritannien), Gabrielle Bell, Lilli Carré, Ron Regé Jr och Alvin Buenaventura (USA), Guy Delisle (Kanada/Frankrike), film- & konstgruppen Villemolle (Frankrike), Peter Madsen (Danmark), Ilpo Koskela och Ville Ranta (Finland). | Serieteket                                                                                | Samarbete med Galago och Franska Institutet, med stöd från Kulturrådet. Första året som utställarna inte fick sina bord gratis; seriemarknaden arrangerades 24–25/4. Speciella samarrangemang anordnades med Världsbokdagen 23 april, Kulturnatten i Stockholms Stad och Feministiskt Forum i ABF-huset. Eyjafjallajökulls utbrott gjorde att ett antal utländska gäster uteblev. | [ 44 ]               |
| 2011 | SPX11                                            | 5–8 maj            | Humor och allvar (+ tyskspråkiga serier)                   | Ulli Lust (affisch, Österrike/Tyskland), Kati Rickenbach, Nicolas Mahler, David Basler och Cuno Affolter (Schweiz), Jutta Harms (Tyskland), Hope Larson, Dash Shaw, Vanessa Davis, Shannon O'Leary, Austin English, Eric Reynolds och Chris Staros (USA), Nancy Peña och Carmela Chergui (Frankrike), Bryan Lee O'Malley (Kanada/USA), Ilpo Koskela, Ville Ranta och Mari Ahokoivu (Finland), Thierry Groensteen (Belgien).                                                                                                   | Serieteket                                                                                | Finska serier firade 100 år, "Serier mot rasism", seriefilmatiseringar etc. Ett antal samtidiga serieutställningar runt Stockholm. Samarbete med Österrikiska ambassaden, Finnish Literature Exchange, Pro Helvetia etc. Ett stort antal evenemang och programpunkter arrangerades av förlag och föreningar, medan Serieteket/Kulturhuset stod för central administration.        | [ 45 ]               |
| 2012 | SIS12 (Stockholms internationella seriefestival) | 26–29 april        | Musik och serier                                           | Julien Neel och Benoît Mouchart (Frankrike), Posy Simmonds (Storbritannien), Søren Glosimodt Mosdal (Danmark), Reinhard Kleist och Ulli Lust (Tyskland), Philippe Girard (Kanada), Ville Ranta (Finland). | Serieteket                                                                                | P.g.a. Kristiina Kolehmainens hastiga bortgång tillägnades hela festivalen hennes minne. Namnbyte från SPX Stockholm till Stockholms internationella seriefestival. | [ 3 ] [ 46 ]         |
| 2013 | SIS13                                            | 22–28 april        | Eskapism                                                   | Nancy Peña (Frankrike), Melinda Gebbie (Storbritannien), Erik Kriek (Nederländerna), Enrique Fernández (Spanien). | Serieteket                                                                                | Affisch av Loka Kanarp. | [ 47 ]               |
| 2014 | SIS14                                            | 16–18 maj          | Kanada                                                     | Seth, Kate Beaton, Philippe Girard, Faith Erin Hicks, Dakota McFadzean, förlagen Drawn & Quarterly och Conundrum Press (Kanada), René Engström (Sverige/Kanada), Magnus (serieskapare från Uruguay) (Uruguay), Olivier Martin och Sylvain Runberg (Frankrike), Erik Kriek (Nederländerna), Dominique Maricq, Stéphane Noël och Joanna Lorho (Belgien), Jaromir 99 och Joanna Ziková (Tjeckien), förlaget Kuš (Lettland), nätverken Femicomix och Kutikuti samt Johanna Rojola (Finland) plus ett drygt 20-tal svenska gäster. | Serieteket                                                                                | Affisch av Nina Hemmingsson. | [ 48 ] [ 49 ]        |
| 2015 | SIS2015                                          | 9–10 maj           | Yttrandefrihet, franskspråkiga seriescenen, Hongkong       | David B. (Frankrike), Fadi Abou Hassan (Palestina/Syrien/Norge), Steffen Kverneland (Norge), Hisae Iwaoka (Japan), Connie Lam och Stella So (Hongkong), Arifur Rahman (Bangladesh/Norge), Angelo Stano (Dylan Dog, Italien) plus ett stort antal svenska gäster. | Serieteket                                                                                | SIS2015 kompletterades av systerfestivalen Unga Seriefestivalen. Affisch av Lina Neidestam. | [ 14 ] [ 15 ] [ 51 ] |
| 2016 | SIS2016                                          | 7–8 maj            | Realism, science fiction                                   | Jessica Abel & Matt Madden (USA), Mari Ahokoivu & Kalle Hakkola (Finland), Jaqueline Berndt (Japan), Maria Paz Cabardo (USA), Jeff Lemire (Kanada), Rutu Modan (Israel), Hanneriina Moiseeinen (Finland), Szymon Holcman & Kultura Gniewu, Anna Andruchowicz, Łukasz Kowalczuk (Polen), Stripburger (Slovenien) plus ett stort antal svenska gäster. | Serieteket                                                                                | Affisch av Kim W. Andersson. | [ 52 ] [ 53 ] [ 54 ] |
| 2017 | SIS17                                            | 20–21 maj          | Finland, Kanada, självbiografiska serier, Polen (gästland) | Derf Backderf (hedersgäst) och Erika Moen (USA), Tommi Musturi, Anna Sailamaa, Femicomix, Jonna Kuitunen och Kalle Hakkola (Finland), Benjamin Renner (Frankrike), Gipi (Italien), Mikołaj Pasiński, Gosia Herba, Jacek Frąś, Łukasz Kowalczuk, Anna Krztoń, Katarzyna Babis och Tomasz Tomaszewski (Polen), Giannina Braschi (Puerto Rico), Patti LaBoucane-Benson, Kelly Mellings, Eric Kostiuk Williams och Patrick Kyle (Kanada) samt Ben Stenbeck (Nya Zeeland).                                                         | "Serieteket med vänner"                                                                   | Affisch av Joakim Pirinen. | [ 4 ]                |
| 2018 | SIS18                                            | 5–6 maj            | Japan, Polen, Tjeckien                                     | Fumiyo Kōno (hedersgäst), Yukari Fujimoto och Chihiro Tamaki (Japan), Jacqueline Berndt (Tyskland/Japan/Sverige), Åsa Ekström (Sverige/Japan), Catherine Anyango Grünewald (Sverige/Kenya), Berliac (Argentina/Polen), Hanneriina Moiseinen (Finland), Berenika Kołomycka, Wojciech Stefaniec och Paweł Timofiejuk (Polen), José Sandrés Santiago Iglesias (Spanien) samt Daniel Špaček (Tjeckien). | "Serieteket med vänner"                                                                   | Affisch av Åsa Ekström. | [ 55 ]               |
| 2019 | SIS19                                            | 6–7 april          | Mallorca/Balearerna                                        | Jillian Tamaki (hedersgäst) & Kent Allin (Kanada), Flavia Gargiulo, Bartolomé Seguí, Margalida Vinyes & El Terror de les Nenes (Mallorca/Balearerna, Spanien), Hubert Czajkowski, Wojciech Cichon, Krzysztof Wyrzykowski & Slawomir Zajaczkowski (Polen), Cenek Pycha (Tjeckien), Reinhard Klest (Tyskland), Mimi Pond & Wayne White (USA). | Kulturhuset Stadsteatern inkl. Serieteket, Konstfack och Seriefrämjandet                  | | [ 18 ] [ 57 ]        |
| 2020 | SIS20                                            | Digitalt 30–31 maj |                                                            | Elin Lucassi, Fabian Göranson, Peter Bergting och Matilda Ruta (30–31 maj) | (Kulturhuset Stadsteatern inkl. Serieteket, Konstfack och Seriefrämjandet)                | Under coronaviruspandemin endast arrangerad via Internet, med Small Press Expo 15 maj–15 juni och festivaldelens videokonferenser 30–31 maj. | [ 58 ]               |
| 2021 | SIS21                                            | Digitalt 29–30 maj | Coronaserier, samiskt serieskapande och textila serier     | Olivier Schrauwen, Marguerite Abouet, Joakim Pirinen och Anneli Furmark | Kulturhuset Stadsteatern inkl. Serieteket, Institut français de Suède och Seriefrämjandet | Under coronaviruspandemin huvudsakligen arrangerad via Internet, med festivaldelens videokonferenser 29–30 maj. | [ 59 ]               |
| 2022 | SIS22                                            | 21-22 maj          | Anna Hafisch från Tyskland                                 | Anna Haifisch (Tyskland), Glenn Head (USA), Sylvain Runberg (Belgien), Serge Pellé (Frankrike), Alfonso Zapico (Spanien) | Kulturbiblioteket, Serieteket, Seriefrämjandet                                            | Återigen på Kulturhuset efter två år huvudsakligen digitalt. Festivalaffisch av Anna Haifisch | [ 60 ] [ 61 ]        |
| 2023 | SIS23                                            | 13-14 maj          | Jubileum, europeiska serier                                | Darryl Cunningham (UK), Tara Booth (USA), Cecil Castellucci (Kanada), Paul Gravett (UK), Sylvain Runberg, Dominique Goblet (Belgien) | Kulturhuset Stadsteatern                                                                  | Festivalens 25-års jubileum. Sammanföll med Stockholms bokhelg. Festivalaffisch av Ola Skogäng. | [ 62 ] [ 63 ] [ 29 ] |
| 2024 | SIS24                                            | 25-26 maj          | Tyskland, italienska serieadaptioner                       | Aisha Franz (Tyskland), Mikael Ross (Tyskland), Juliette Mancini (Frankrike), Maria Cerri (Italien) och Davide Reviati (Italien), Ulla Donner (Finland), Ida Larmo (Norge) | Kulturhuset Stadsteatern, Seriefrämjandet, Serieteket                                     | Affisch av Iris Hautaniemi. | [ 64 ]               |
| 2025 | SIS25                                            | 24-25 maj          | Upplysning                                                 | Brian Blomerth (USA), Joanne Starer (USA), Sammy Stein (Frankrike), Miguel Vila (Italien) och Sebas Martín (Spanien). | Kulturhuset Stadsteatern, Svenska Barnboksinstitutet                                      | Affisch av Ditte Lindroth. | [ 65 ]               |